# Giulio Natta
Giulio Natta (26 février 1903 à Port-Maurice, Italie - 2 mai 1979 à Bergame, Italie) était un chimiste italien. Karl Ziegler et lui sont colauréats du prix Nobel de chimie de 1963 pour leurs travaux sur les polymères. Il est le seul Italien, en 2015, à avoir obtenu cette distinction en chimie.

## Biographie
Bachelier à 16 ans à peine (lycée Cristoforo Colombo de Gênes), il fut diplômé de la filière génie chimique de l’École polytechnique de Milan dès 1924. L'année suivante, il obtenait une bourse du gouvernement pour poursuivre en troisième cycle à l'Université de Fribourg-en-Brisgau dans le laboratoire du prof. Seemann. Là, il entra en contact avec le groupe de travail d’Hermann Staudinger qui se consacrait à l'étude des macromolécules. Natta en saisit toute l’importance et le potentiel : de retour à Milan, il se consacra à l'étude de la structure cristalline des polymères, découvrant ainsi la polymérisation stéréospécifique des oléfines et des liaisons éthyléniques ainsi que la synthèse asymétrique de polymères possédant une activité optique. Au milieu des années 1950, il forme Giulio Castelli, fondateur de Kartell. 
Karl Ziegler et lui sont colauréats du prix Nobel de chimie de 1963 « pour leurs découvertes dans le champ de la chimie et de la technologie des hautes polymères ».
Les catalyseurs de Ziegler-Natta sont des complexes métalliques qui sont obtenus par réduction de liaisons incluant des métaux de transition (par exemple Titane(III)-chlorure) par des liaisons organométalliques (par exemple, le chlorure de diéthylaluminium). Ces catalyseurs permettent des polymérisations stéréospécifiques des oléfines à pression normale. Ces catalyseurs ont une grande importance pour la fabrication du polyéthylène et du polypropylène, produits industriels qui ont ouvert la voie à l'ère du synthétique.
Giulio Natta fut de 1933 à 1935, professeur de chimie à l’université de Pavie, puis de 1936 à 1938, directeur de l’institut de chimie industrielle  à l’École polytechnique de Turin, enfin à partir de 1938, directeur de l’institut de chimie industrielle de l’École polytechnique de Milan. Son épouse est décédée en 1968.